# Viridòmar
|  | Per a altres significats, vegeu «Viridòmar (gesats)». |

Viridomar (en llatí Viridomarus) va ser un cap dels hedus gals a qui Juli Cèsar va elevar d'un rang baix fins a cap tribal.
Quan va esclatar la revolta dels gals l'any 52 aC, va impedir als eduins de fer-hi costat. Juntament amb Eporedorix va anar amb la cavalleria en ajut de Cèsar contra Vercingetorix (52 aC). Però finalment, aïllat socialment, va haver de revoltar-se junt amb Eporedorix; esperava ser elegit cap, però els gals van triar a Vercingetorix. Va ser enviat al front d'una força dels eduins per ajudar a Vercingetorix que estava assetjat a Alèsia.